# Lenore Grenoble
Lenore Grenoble – amerykańska językoznawczyni. Specjalizuje się w językach słowiańskich i językach autochtonicznych regionu Arktyki.
Doktorat z zakresu językoznawstwa slawistycznego uzyskała na Uniwersytecie Kalifornijskim w Berkeley. W swojej pracy badawczej zajmuje się przede wszystkim językami zagrożonymi wymarciem. Została wybrana na sekretarza-skarbnika Linguistic Society of America na pięcioletnią kadencję od 2018 do 2023 r. W 2018 r. została laureatką Guggenheim Fellowship.
W 2017 r. została wybrana członkinią Amerykańskiej Akademii Sztuk i Nauk.

## Publikacje (wybór)
- 1998. Deixis and Information Packaging in Russian Discourse
- 1999. Evenki. Languages of the World Materials/141 (współautorstwo)
- 2003. Language Policy in the Former Soviet Union